# Сисакян, Норайр Мартиросович
Нора́йр Мартиро́сович Сисакя́н (арм. Սիսակյան Նորայր Մարտիրոսի) (12 (25) января 1907, Аштарак, Эриванская губерния — 12 марта 1966, Москва) — советский биохимик.
Академик АН СССР (10.06.1960; член-корреспондент с 23.10.1953), академик АН Армянской ССР (1965; член-корреспондент 1945).
Основные труды по изучению закономерностей действия ферментов в процессе обмена веществ, биохимии засухоустойчивости растений, технической биохимии, космической биологии.

## Биография
Окончил Московскую сельскохозяйственную академию им. К. А. Тимирязева (1932).
С 1935 года работал в институте биохимии им. А. Н. Баха АН СССР (одновременно — профессор МГУ).
В 1959—1963 академик-секретарь Отделения биологических наук АН СССР. С 1960 года — член Президиума АН СССР. С 1963 главный учёный секретарь Президиума АН СССР.
С 1965 — вице-президент Международной астронавтической академии, участник Пагуошского движения учёных.
Отец российского физика, академика РАН Алексея Сисакяна.

### Научная деятельность
Норайр Сисакян начал научную деятельность в 1932 году. Его первые работы были связаны со значением фосфорного питания в процессе сахаронакопления у сахарной свёклы. В 1936 году он защитил диссертацию «Роль фосфора в процессе сахаронакопления у сахарной свёклы». Руководителем Норайра Мартиросовича был академик Алексей Николаевич Бах.
В 1940 году защитил докторскую диссертацию на тему «Биохимическая характеристика засухоустойчивости растений». Во время войны занимался вопросами технической биохимии. Он первым в стране начал изучение функциональной биохимии клеточных структур.
Норайр Мартиросович является одним из основателей космической биологии.
Перед советскими учёными-медиками стояла важная задача: оценить степень влияния разных видов ионизирующих излучений на организм человека, а также найти способы, снижающие возможные риски для организма. Организатором научных мероприятий стал Н. М. Сисакян: благодаря разработанной им программе исследований и привлечения к ней широкого круга ведущих специалистов разных направлений биологии, работа по решению задачи велась плодотворно и интенсивно. Было организовано 10 исследовательских лабораторий. Н. М. Сисакян непосредственно участвовал и в отборе первых космонавтов, а также сыграл важную роль в определении критериев отбора и подготовки кандидатов. Впоследствии он возглавил комиссию по проверке готовности космонавтов к полёту.
Советский и российский физиолог Олег Георгиевич Газенко вспоминал:

Норайр Мартиросович не ограничивался общебиологическими проблемами космических полётов. Он руководил и непосредственно участвовал в разработке программы подготовки человека к полёту в космос, отборе и обучении кандидатов в космонавты, обеспечении безопасности и медицинского контроля в полёте, возвращения на Землю, спасения и последующего изучения их здоровья. Он руководил работой комиссии по проверке готовности космонавтов к полёту
Норайр Мартиросович внёс свой вклад и в совместную советско-американскую программу «Союз-Аполлон», внеся важный вклад в её реализацию на начальном этапе переговоров.

### ЮНЕСКО
В 1964 г. он был избран председателем ХIII сессии Генеральной конференции ЮНЕСКО. Своим авторитетом Норайр Мартиросович положительно влиял на международный престиж СССР.

## Семья
- дочь — Будагова, Людмила Норайровна (1932—2022) — литературовед-богемист, доктор филологических наук.
- сын — Сисакян, Иосиф Норайрович (1938—1995) — специалист в области компьютерной оптики, лазерной физики, вычислительной техники и научного приборостроения, д.ф.м.н., профессор.
- сын — Сисакян, Алексей Норайрович (1944—2010) — физик, академик РАН.

## Награды
- 3 ордена Трудового Красного Знамени (10.06.1945, 27.03.1954, 17.06.1961)
- орден «Знак Почёта»
- медали
- Сталинская премия третьей степени (1952) за научный труд «Ферментативная активность протоплазменных структур» (1951)
- 2 премии АН СССР имени А. Н. Баха (1950, 1966)
- Премия АН СССР имени И. И. Мечникова (1951)

## Память
- Именем Сисакяна назван кратер на Луне.
- Также его именем названа школа № 5 в г. Аштараке (Армения).
- В Армении были выпущены почтовые марки, посвящённые Сисакяну.
- Мемориальная доска установлена на здании института биохимии им. А. Н. Баха в Москве.

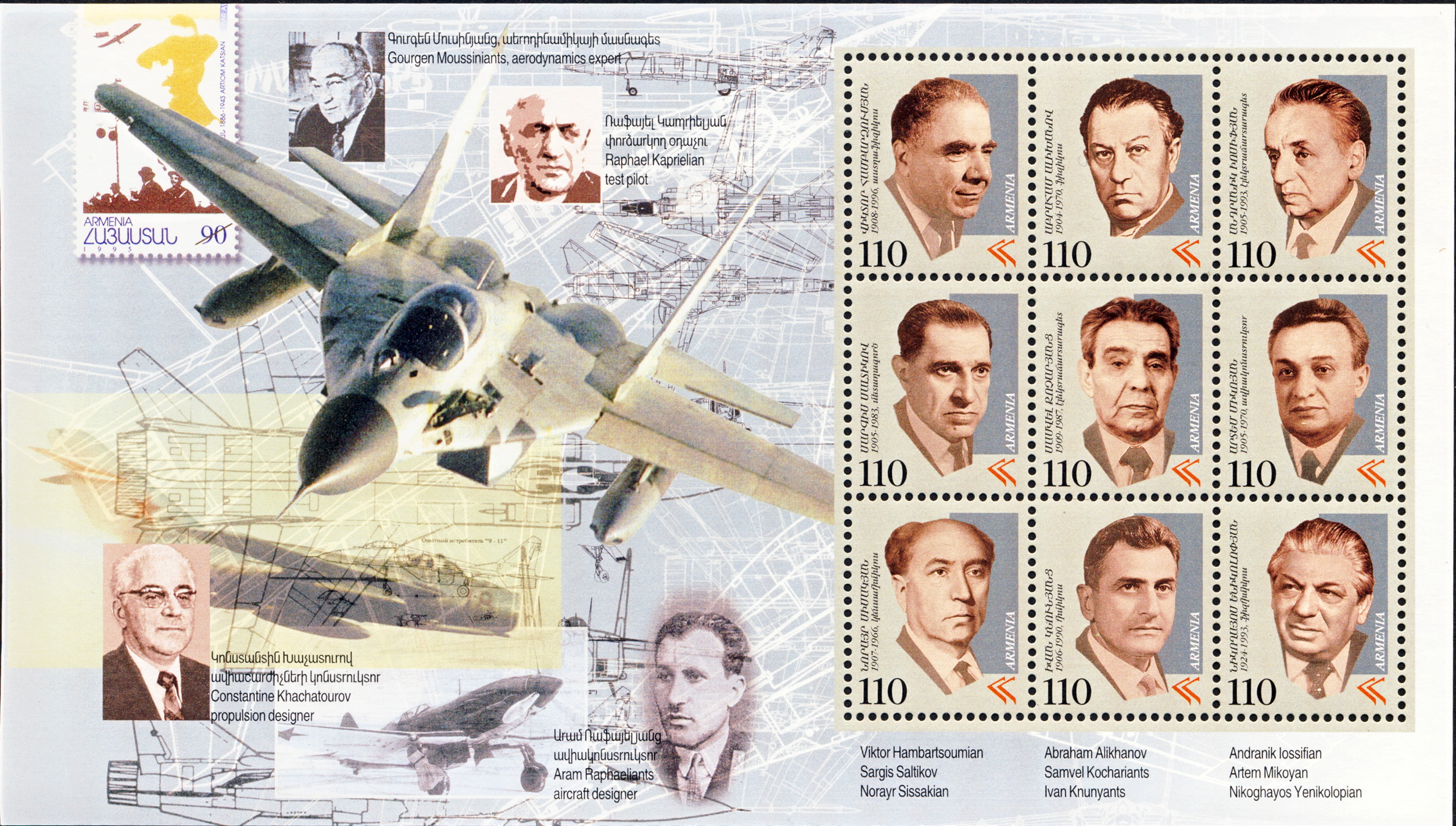
Амбарцумян, Алиханов, Иосифян, Салтиков, Кочарянц, Микоян, Сисакян, Кнунянц, Ениколопян
Памятник на могиле  Н.М. Сисакяна на Новодевичьем кладбище
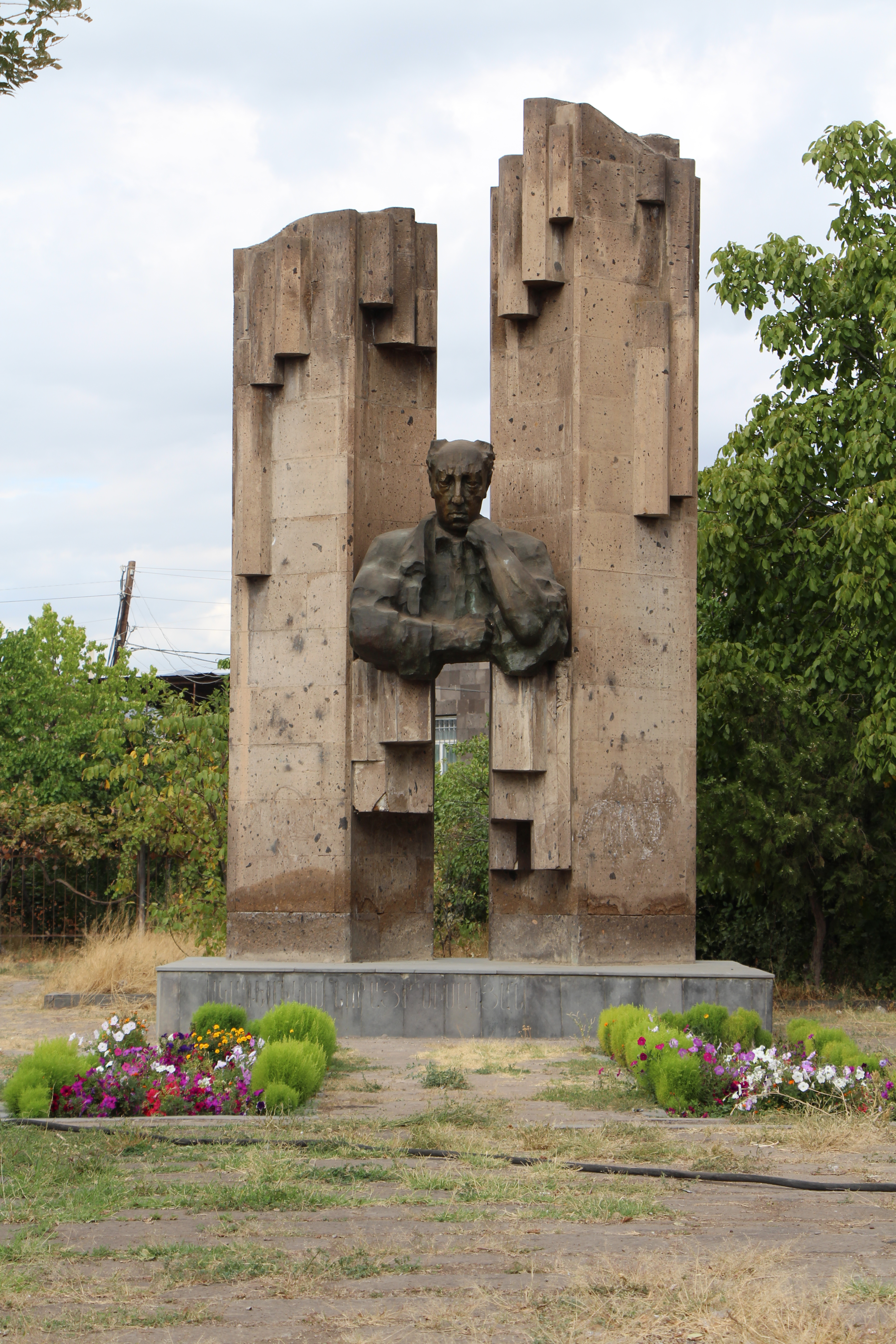
Памятник Н.М. Сисакяна в Аштараке, Армения
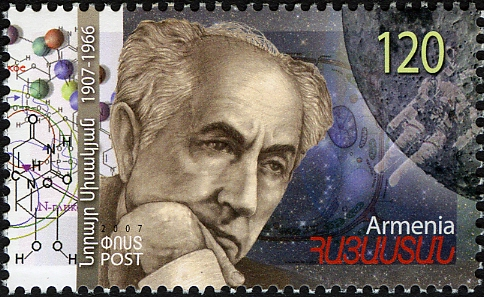
Почтовая марка Армении, 2007 год